# Pidonia sacrosancta
Pidonia sacrosancta är en skalbaggsart som beskrevs av Mikio Kuboki 1995. Pidonia sacrosancta ingår i släktet Pidonia och familjen långhorningar.
Artens utbredningsområde är Taiwan. Inga underarter finns listade i Catalogue of Life.